# Torneo de las Seis Naciones 2016
El Torneo de las Seis Naciones 2016, conocido como 2016 RBS 6 Nations debido a motivos de patrocinio por parte del The Royal Bank of Scotland, fue la decimoséptima edición del Torneo de las Seis Naciones, la competición anual más importante de rugby del hemisferio norte.
Esta edición fue disputada por Inglaterra, Francia, Irlanda (campeona en 2015), Italia, Escocia y Gales. Incluyendo los torneos matrices anteriores, fue la 122.ª edición del torneo.
Inglaterra obtuvo su vigesimoséptimo campeonato absoluto gracias a sus triunfos en todos sus partidos; matemáticamente fue campeona tras la cuarta jornada.

## Participantes
| País       | Estadio                  | Estadio   | Estadio     | Entrenador     | Capitán         |
| País       | Estadio local            | Capacidad | Ciudad      | Entrenador     | Capitán         |
| ---------- | ------------------------ | --------- | ----------- | -------------- | --------------- |
| Escocia    | Estadio Murrayfield      | 67 144    | Edimburgo   | Vern Cotter    | Greig Laidlaw   |
| Francia    | Stade de France          | 81 338    | Saint-Denis | Guy Novès      | Guilhem Guirado |
| Gales      | Millennium Stadium       | 74 500    | Cardiff     | Warren Gatland | Sam Warburton   |
| Inglaterra | Twickenham Stadium       | 82 000    | Londres     | Eddie Jones    | Dylan Hartley   |
| Irlanda    | Aviva Stadium            | 51 700    | Dublín      | Joe Schmidt    | Rory Best       |
| Italia     | Estadio Olímpico de Roma | 73 261    | Roma        | Jacques Brunel | Sergio Parisse  |

| Escocia    | Francia   | Gales       | Inglaterra | Irlanda   | Italia  |
| ---------- | --------- | ----------- | ---------- | --------- | ------- |
| Los Cardos | Les Bleus | Dragón Rojo | La Rosa    | El Trébol | Azzurri |

## Clasificación
| Posición                                                        | País       | Partidos | Partidos | Partidos  | Partidos | Anotación | Anotación | Anotación  | Tries | Puntos |
| Posición                                                        | País       | Jugados  | Ganados  | Empatados | Perdidos | A favor   | En contra | Diferencia | Tries | Puntos |
| --------------------------------------------------------------- | ---------- | -------- | -------- | --------- | -------- | --------- | --------- | ---------- | ----- | ------ |
| 1                                                               | Inglaterra | 5        | 5        | 0         | 0        | 132       | 70        | +62        | 13    | 10     |
| 2                                                               | Gales      | 5        | 3        | 1         | 1        | 150       | 88        | +62        | 17    | 7      |
| 3                                                               | Irlanda    | 5        | 2        | 1         | 2        | 128       | 87        | +41        | 15    | 5      |
| 4                                                               | Escocia    | 5        | 2        | 0         | 3        | 122       | 115       | +7         | 11    | 4      |
| 5                                                               | Francia    | 5        | 2        | 0         | 3        | 82        | 109       | -27        | 7     | 4      |
| 6                                                               | Italia     | 5        | 0        | 0         | 5        | 79        | 224       | -145       | 8     | 0      |
| Source: RBS 6 Nations Table (consultado el 19 de marzo de 2016) |            |          |          |           |          |           |           |            |       |        |

## Partidos

### Jornada 1
| 6 de febrero de 2016, 15:25 CET (UTC+1) | Francia | 23 – 21 | Italia | Stade de France, París                                      |                                                             |
| | Tries Vakatawa 13' Chouly 32' Bonneval 59' Conversiones (1/1) Plisson 59' (0/2) Bézy Penales (2/2) Plisson 68', 75' (0/1) Bézy | Reporte | Tries 25' Parisse 45' Canna Conversiones 46' Canna (1/2) Penales 43' Canna (1/2) 73' Haimona (1/1) Drops 7' Canna (1/1) | Asistencia: 64 000 espectadores Árbitro(s): John Paul Doyle | Asistencia: 64 000 espectadores Árbitro(s): John Paul Doyle |
| Sébastien Bezy, Yacouba Camara, Jonathan Danty, Paul Jedrasiak, Jefferson Poirot, Virimi Vakatawa (todos de Francia), Mattia Bellini, Ornel Gega, Andrea Lovotti, David Odiete, Dries van Schalkwyk y Matteo Zanusso (todos de Italia) debutaron internacionalmente para su selección. - Francia retiene el Trofeo Giuseppe Garibaldi por tercer año consecutivo. | |         | |                                                             |                                                             |

| 6 de febrero de 2016, 16:50 GMT (UTC+0)                                                                                       | Escocia                                                 | 9 – 15  | Inglaterra                                                                                           | Estadio Murrayfield, Edimburgo                         |                                                        |
| | Penales (3/4) Laidlaw 16', 37', 68' Drops (0/1) Russell | Reporte | Tries 13' Kruis 50' Nowell Conversiones 14' Farrell (1/2) Penales 62' Farrell (1/2) Drops Ford (0/1) | Asistencia: 67 144 espectadores Árbitro(s): John Lacey | Asistencia: 67 144 espectadores Árbitro(s): John Lacey |
| Zander Fagerson (Escocia) y Jack Clifford (Inglaterra) hicieron su debut internacional. - Inglaterra retiene la Copa Calcuta. |                                                         |         | |                                                        |                                                        |

| 6 de febrero de 2016, 16:50 GMT (UTC+0) | Irlanda                                                                          | 16 – 16 | Gales                                                                                                   | Estadio Aviva, Dublín                                     |                                                           |
| | Tries Murray 26' Conversiones (1/1) Sexton 27' Penales (3/3) Sexton 4', 13', 74' | Reporte | Tries 37' Faletau Conversiones 38' Priestland (1/1) Penales 31', 46', 72' Priestland (3/3) Biggar (0/1) | Asistencia: 51 700 espectadores Árbitro(s): Jerome Garces | Asistencia: 51 700 espectadores Árbitro(s): Jerome Garces |
| CJ Stander (Irlanda) hizo su debut internacional. - Bradley Davies (Gales) alcanzó los 50 test con su selección.. - Esta es la primera vez que Irlanda y Gales empatan desde el 21-21 en Cardiff durante el Torneo de las Cinco Naciones 1991. |                                                                                  |         | |                                                           |                                                           |

### Jornada 2
| 13 de febrero de 2016, 15:25 CET (UTC+1) | Francia                                                                   | 10 – 9  | Irlanda                            | Stade de France, París                                  |                                                         |
| | Tries Médard 69' Conversiones (1/1) Plisson 70' Penales (1/2) Plisson 31' | Reporte | Penales 14', 28', 38' Sexton (3/3) | Asistencia: 78 000 espectadores Árbitro(s): Jaco Peyper | Asistencia: 78 000 espectadores Árbitro(s): Jaco Peyper |
| Camille Chat (Francia) hizo su debut internacional. - Esta fue la primera victoria de Francia sobre Irlanda desde el triunfo por 26-22 durante los partidos previos de la RWC 2011. |                                                                           |         |                                    |                                                         |                                                         |

| 13 de febrero de 2016, 16:50 GMT (UTC+0) | Gales | 27 – 23 | Escocia | Millennium Stadium, Cardiff                               |                                                           |
| | Tries G. Davies 6' Roberts 64' North 70' Conversiones (3/3) Biggar 7', 64', 71' Penales (2/2) Biggar 34', 46' | Reporte | Tries 12' Seymour 78' Taylor Conversiones 13' Laidlaw (1/1) 79' Weir (1/1) Penales 30', 40', 54' Laidlaw (3/3) | Asistencia: 74 160 espectadores Árbitro(s): George Clancy | Asistencia: 74 160 espectadores Árbitro(s): George Clancy |
| Jonathan Davies (Gales) alcanzó los 50 test con su selección. - Esta es la novena derrota consecutiva de Escocia en la competición, la peor marca desde que se disputa con formato de seis naciones. | |         | |                                                           |                                                           |

| 14 de febrero de 2016, 15:00 CET (UTC+1)                                                                              | Italia                           | 9 – 40  | Inglaterra | Estadio Olímpico de Roma, Roma                           |                                                          |
| | Penales (3/4) Canna 8', 18', 35' | Reporte | Tries 24' Ford 52', 57', 70' Joseph 74' Farrell Conversiones 53', 58', 75' Farrell (3/5) Penales 11', 62' Farrell (2/2) 16' Ford (1/1) | Asistencia: 70 000 espectadores Árbitro(s): Glen Jackson | Asistencia: 70 000 espectadores Árbitro(s): Glen Jackson |
| Braam Steyn y Edoardo Padovani (por Italia), Paul Hill y Maro Itoje (por Inglaterra) hicieron su debut internacional. |                                  |         | |                                                          |                                                          |

### Jornada 3
| 26 de febrero de 2016 20:05 GMT (UTC+0) | Gales | 19 – 10 | Francia | Millennium Stadium, Cardiff |  |
|                                         |       | Reporte |         |                             |  |

| 27 de febrero de 2016 15:25 CET (UTC+1) | Italia | 20 – 36 | Escocia | Estadio Olímpico de Roma, Roma |                         |
|                                         |        | Reporte |         | Árbitro(s): Jaco Peyper        | Árbitro(s): Jaco Peyper |

| 27 de febrero de 2016 16:50 GMT (UTC+0) | Inglaterra | 21 – 10 | Irlanda | Estadio de Twickenham, Londres |                          |
|                                         |            | Reporte |         | Árbitro(s): Romain Poite       | Árbitro(s): Romain Poite |

### Jornada 4
| 12 de marzo de 2016 13:30 GMT (UTC+0) | Irlanda | 58 – 15 | Italia | Estadio Aviva, Dublín |  |
|                                       |         | Reporte |        |                       |  |

| 12 de marzo de 2016 16:00 GMT (UTC+0) | Inglaterra | 25 – 21 | Gales | Estadio de Twickenham, Londres |  |
|                                       |            | Reporte |       |                                |  |

| 13 de marzo de 2016 15:00 GMT (UTC+0) | Escocia | 29 – 18 | Francia | Estadio Murrayfield, Edimburgo |  |
|                                       |         | Reporte |         |                                |  |

### Jornada 5
| 19 de marzo de 2016 14:30 GMT (UTC+0) | Gales | 67 – 14 | Italia | Millennium Stadium, Cardiff |                          |
|                                       |       | Reporte |        | Árbitro(s): Romain Poite    | Árbitro(s): Romain Poite |

| 19 de marzo de 2016 17:00 GMT (UTC+0) | Irlanda | 35 – 25 | Escocia | Estadio Aviva, Dublín      |                            |
|                                       |         | Reporte |         | Árbitro(s): Pascal Gauzere | Árbitro(s): Pascal Gauzere |

| 19 de marzo de 2016 21:00 CET (UTC+1) | Francia | 21 – 31 | Inglaterra | Stade de France, París  |                         |
|                                       |         | Reporte |            | Árbitro(s): Nigel Owens | Árbitro(s): Nigel Owens |

## Premios especiales
- Grand Slam:  Inglaterra (13.º título)
- Triple Corona:  Inglaterra (25.º título)
- Copa Calcuta:  Inglaterra
- Millennium Trophy:  Inglaterra
- Centenary Quaich:  Irlanda
- Trofeo Garibaldi:  Francia
- Cuchara de madera:  Italia

## Máximos anotadores
| Puesto | Nombre           | País       | Pts. |
| ------ | ---------------- | ---------- | ---- |
| 1      | Owen Farrell     | Inglaterra | 69   |
| 2      | Greig Laidlaw    | Escocia    | 62   |
| 3      | Dan Biggar       | Gales      | 54   |
| 4      | Jonathan Sexton  | Irlanda    | 49   |
| 5      | Maxime Machenaud | Francia    | 29   |
| 6      | Carlo Canna      | Italia     | 22   |
| 7      | Rhys Priestland  | Gales      | 21   |
| 8      | George North     | Gales      | 20   |
| 9      | Kelly Haimona    | Italia     | 19   |
| 10     | Jules Plisson    | Francia    | 16   |

| Puesto | Nombre          | País       | Tries |
| ------ | --------------- | ---------- | ----- |
| 1      | George North    | Gales      | 4     |
| 2      | Jonathan Joseph | Inglaterra | 3     |
| 2      | Conor Murray    | Irlanda    | 3     |
| 2      | Anthony Watson  | Inglaterra | 3     |
| 5      | Dan Biggar      | Gales      | 2     |
| 5      | Gareth Davies   | Gales      | 2     |
| 5      | Taulupe Faletau | Gales      | 2     |
| 5      | Guilhem Guirado | Francia    | 2     |
| 5      | Jamie Heaslip   | Irlanda    | 2     |
| 5      | Stuart Hogg     | Escocia    | 2     |
| 5      | Ross Moriarty   | Gales      | 2     |
| 5      | Jamie Roberts   | Gales      | 2     |
| 5      | Tommy Seymour   | Escocia    | 2     |
| 5      | CJ Stander      | Irlanda    | 2     |
| 5      | Duncan Taylor   | Escocia    | 2     |